# キャンディ・ハウス
「キャンディ・ハウス」（Candy House）は、日本のロックバンド、thee michelle gun elephantの2枚目のシングル。1996年8月1日、日本コロムビアより発売。

## 解説
- アルバムから5か月ぶりにリリースされた。初めてマキシシングル形態でリリースされた。
- このシングルから、日本コロムビアからアナログ盤が同時発売されるようになった。CD盤とアナログ初回盤とで収録曲が異なる。またアナログ初回盤はレッドビニールである。後発のアナログ盤はオートマチックのバージョンが初回盤と異なる。
- 初回限定仕様ジャケット。初回盤のみ『涙のキャンディ★ハウス』と題した架空のジャケット写真付属。

## 収録曲

### CD
1. キャンディ・ハウス Candy House (3:22)
NHK-FM『ミュージック・スクエア』オープニングテーマ。
2. オートマチック(トランジスタ・バージョン) Automatic (Transistor Version) (2:14)
歌詞が「automatic」しかなく、ほぼインストに近い。
3rdシングル、 『リリィ』のカップリングに「オートマチック(super Karaoke)」が収録されている。
3. スイミング・ラジオ (Live) Swimming Radio (3:13)
『THEE MICHELLE GUN ELEPHANT GRATEFUL TRIAD YEARS』のDisc 3のrare tracksにデモバージョンが収録されている。
4. ステッピン・ストーン(Live) Steppin' Stone (3:28)
モンキーズの「(I'm Not Your) Steppin' Stone」のライブでのテイクによるカバー音源。

＃1〜3作詞：チバユウスケ ＃1〜3作曲・＃1〜4編曲：thee michelle gun elephant

### アナログ
1. Candy House
2. Automatic(blue hawaii version)
CD盤には未収録。また、アナログ初回盤にしか収録されてされおらず、他のアナログ盤にはトランジスタ・バージョンが収録されている。